# SFRS2IP
SFRS2IP‏ (SR-related CTD associated factor 11) هوَ بروتين يُشَفر بواسطة جين SFRS2IP في الإنسان.